# Parc provincial du Mont Terry Fox
Le parc provincial du mont Terry Fox (en anglais : Mount Terry Fox Provincial Park) est un parc provincial de la Colombie-Britannique, au Canada. Il est situé dans les montagnes Rocheuses près du mont Robson et de la ville de Valemount, en Colombie-Britannique. 
Le parc et le mont Terry Fox, qui se trouve dans le parc, sont nommés en l'honneur du coureur de fond amputé et militant de la recherche sur le cancer Terry Fox, originaire de Winnipeg, au Manitoba, qui a grandi en Colombie-Britannique.